# Požeha
Požeha (799 m) – szczyt w Górach Kisuckich (słow. Kysucká vrchovina) w północnej Słowacji. Jego północne stoki opadają do doliny potoku o nazwie Vadičovský potok w miejscowości Horný Vadičov, południowe do doliny potoku Koňhorský potok. W kierunku północno-wschodnim Požeha tworzy grzbiet łączący ją ze szczytem Jalovec. Stoki wschodnie opadają do doliny potoku Nededzský jarok.
Obecnie Požeha jest całkowicie porośnięta lasem. Na mapie zaznaczone są jednak na jej północnych i zachodnich stokach duże trawiaste polany. Były to dawniej hale pasterskie, jednak po II wojnie światowej zaprzestano już ze względu na nieopłacalność ekonomiczną użytkowania wielu górskich hal i zostały one zalesione, lub samorzutnie zarosły lasem.
Północnymi stokami Požehy prowadzi szlak turystyki pieszej i rowerowej.